# توسعه تکرار شونده و افزایشی

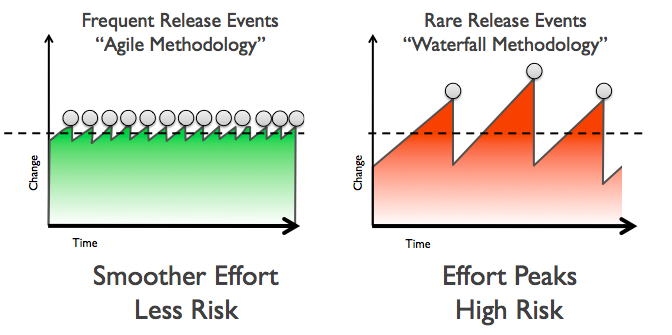
توسعه تکرار شونده و افزایشی

توسعه تکرار شونده و افزایشی (به انگلیسی: Iterative and incremental development) ترکیبی از طراحی تکرار شوند یا روش تکراری و مدل ساخت افزایشی است که در توسعه نرم‌افزار مورد استفاده قرار می‌گیرد. در واقع اجازه می‌دهد تا پروژه در ابتدا از بخش‌های کوچک شروع شود و به مرور زمان سامانه آن رشد کند تا در این درگیری مشکلات مهم پیدا شوند قبل از اینکه فرضیات اشتباه باعث خراب شدن سامانه شوند. این الگو اجازه می‌دهد تا نیازهای کاربرانی که در زمان طراحی دقیقاً نمی‌دانند چگونه نیازمندی‌هایشان از سامانه را معرفی کنند به صورت بالقوه برآورده شود.

## روش‌های توسعه
- برنامه‌سازی مفرط
- آیکونیکس
- مدل وی
- اعتبار و درستی‌سنجی

## مراحل چهارگانه
مدل توسعه تکرار شونده و افزایشی شامل چهار فاز زیر است:
1. فاز Inception: شناسایی محدوده پروژه، الزامات و ریسک‌هایی که در سطح بالاتر وجود دارد را مورد بررسی قرار می‌دهد. جزییاتی که در این فاز قرار دارند به‌شکلی خواهند بود که بتوان کار را بر مبنای آن‌ها آغاز کرد.
2. فاز Elaboration: به‌بیان یک معماری کاربردی می‌پردازد که سعی می‌کند ریسک‌هایی که در فاز آغازین شناسایی شده‌اند را کاهش ‌دهد.
3. فاز Construction : ساخت افزایشی بر اساس فازهایی که پیش‌تر به آن اشاره کردیم فرآیند طراحی محصول را کامل می‌کند.
4. فاز Transition : در این فاز سیستم وارد محیط عملیاتی می‌شود.